# رالف بارتلس
رالف بارتلس (بالألمانية: Ralf Bartels) هو رامي جلة ألماني ولد في يوم 21 فبراير 1978 في قرية ستافنهاغن في ألمانيا الشرقية، أبرز إنجازاته هو فوزه بالميدالية البرونزية في بطولتي العالم 2005 في هلسنكي و2009 في برلين، كما فاز بالميدالية الذهبية في بطولة أوروبا لألعاب القوى 2006 في غوتنبرغ وبالميدالية الفضية في بطولة أوروبا لألعاب القوى 2010 في برشلونة وبطولة أوروبا لألعاب القوى 2002 في ميونخ، كما فاز بالميدالية الفضية برمي الجلة في بطولة العالم لألعاب القوى داخل الصالات 2010 في الدوحة، وبالميدالية الذهبية في بطولة أوروبا لألعاب القوى داخل الصالات 2011 في باريس وبطولة أوروبا لألعاب القوى داخل الصالات 2009 في تورينو.

## روابط خارجية
- رالف بارتلس على موقع الاتحاد الدولي لألعاب القوى (الإنجليزية)
- رالف بارتلس على موقع الدوري الماسي (الإنجليزية)
- رالف بارتلس على موقع اللجنة الأولمبية الدولية (الإنجليزية)
- رالف بارتلس على موقع أوليمبيديا (الإنجليزية)
- رالف بارتلس على موقع اللجنة الأولمبية الألمانية (الألمانية)